# Libro de los buenos proverbios
El Libro de los buenos proverbios es un tratado didáctico en prosa, que circulaba seguramente ya a mediados del siglo XIII, y que forma parte del género de la literatura sapiencial. Su contenido es fundamentalmente una colección de sentencias atribuidas a sabios griegos traducidas del libro de máximas árabe del siglo IX Kitab adab al-falasifa, compilado por Hunayn ibn Ishaq (Joaniçio en las fuentes cristianas), del siglo IX.

## Análisis de la obra
Las sentencias que recoge el libro, y que se atribuyen vagamente a nombres de prestigio, como Aristóteles, Platón o Sócrates, se presentan mediante un marco introductorio (técnica habitual en la literatura árabe) en el que con motivo de la celebración de uno de los grandes días festivos un sabio pronuncia un discurso ante un auditorio, que disfruta del aprendizaje de estos bocados de sabiduría a la vez que se deleita. La parte final del libro la ocupa un apócrifo intercambio epistolar entre Alejandro Magno y su madre.
El Libro de los buenos proverbios, junto con la Poridat de Poridades y Bocados de oro (otros dos libros de sentencias del siglo XIII), fueron utilizados en una colectánea catalana, el Llibre de doctrina del rey Jaume d'Aragó (conocido también como Llibre de saviesa) y por la Escuela de Traductores de Toledo de Alfonso X el Sabio, pues hay concurrencias tanto en las Partidas como en la General estoria. Por otro lado, material del Libro de los buenos proverbios aparece en la Floresta de philósophos y en el Pseudo-Séneca.
El año 2006, la investigadora palestina Christy Bandak publicó una edición bilingüe del Libro de los buenos proverbios y el Kitab adab al-falasifa, que cotejaba ambos textos en un estudio de Literatura comparada y también lo comparaba con otra versión al hebreo del mismo libro.

## Manuscritos
El Libro de los buenos proverbios se ha transmitido en dos manuscritos: uno del siglo XIII de la Biblioteca del Monasterio de El Escorial con la signatura L-III-2 y otro códice del siglo XV, también de la biblioteca escurialense, con signatura h-III-1. Existen otros manuscritos fragmentarios más o menos largos del siglo XV, como el 1763 de la Biblioteca de la Universidad de Salamanca, y otros dos en la Biblioteca Nacional de España, números de registro 17814 y el 9428, además del manuscrito V-6-75 de la Biblioteca de la Real Academia Española.

## Ediciones
- Harlan Gary Sturm (ed.), Hunayn ibn Ishāq al-ʻIbādi, The «Libro de los buenos proverbios»; a critical edition, Lexington, University Press of Kentucky, 1971. ISBN 9780813112039.